# Revolta Hasmoniana
A Revolta Macabeia (em hebraico:  מרד החשמונאים), Revolta dos Macabeus ou ainda Revolta Hasmoniana, foi uma rebelião judaica liderada pelos Macabeus contra o Império Selêucida e contra a influência helenística na vida judaica. A fase principal da revolta durou de 167 a 160 a.C. e terminou com os selêucidas no controle da Judeia, mas o conflito entre os macabeus, os judeus helenizados e os selêucidas continuou até 134 a.C., com os macabeus finalmente conquistando a independência.
O rei selêucida Antíoco IV Epífanes lançou uma campanha maciça de repressão contra a religião judaica em 168 a.C. O motivo pelo qual ele fez isso não está totalmente claro, mas parece ter sido relacionado ao fato de o rei ter confundido um conflito interno entre o sacerdócio judaico com uma rebelião em grande escala. As práticas judaicas foram proibidas, Jerusalém foi colocada sob o controle direto dos selêucidas e o Segundo Templo de Jerusalém foi transformado em local de um culto sincrético pagão-judaico. Essa repressão desencadeou exatamente a revolta que Antíoco IV temia, com um grupo de combatentes judeus liderados por Judas Macabeu (Judah Maccabee) e sua família se rebelando em 167 a.C. e buscando a independência. Os rebeldes como um todo viriam a ser conhecidos como os Macabeus, e suas ações seriam relatadas mais tarde nos livros de I Macabeus e II Macabeus.
A rebelião começou como um movimento de guerrilha na zona rural da Judeia, invadindo cidades e aterrorizando funcionários gregos longe do controle direto dos selêucidas, mas acabou desenvolvendo um exército próprio capaz de atacar as cidades selêucidas fortificadas. Em 164 a.C., os Macabeus capturaram Jerusalém, uma vitória significativa. A limpeza subsequente do templo e a rededicação do altar em 25 de Kislev é a origem do festival de Hanukkah. Os selêucidas acabaram cedendo e proibiram o judaísmo, mas os macabeus mais radicais, não satisfeitos com o mero restabelecimento das práticas judaicas sob o domínio selêucida, continuaram a lutar, pressionando por uma ruptura mais direta com os selêucidas. Judas Macabeu morreu em 160 a.C. na Batalha de Elasa contra o general grego Báquides, e os selêucidas restabeleceram o controle direto por um tempo, mas os remanescentes dos macabeus, sob o comando do irmão de Judas, Jônatas Áfus, continuaram a resistir no campo. Eventualmente, a divisão interna entre os selêucidas e os problemas em outras partes do império dariam aos macabeus a chance de uma independência adequada. Em 141 a.C., Simão Thassi conseguiu expulsar os gregos de sua cidadela em Jerusalém. Uma aliança com a República Romana ajudou a garantir sua independência. Simão viria a estabelecer um reino Hasmoneano independente.
A revolta teve um grande impacto no nacionalismo judaico, como exemplo de uma campanha bem-sucedida para estabelecer a independência política e resistir à repressão governamental antijudaica.

## Histórico

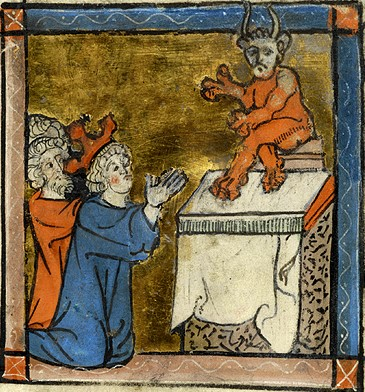
Uma obra cristã do século XIV que retrata Antíoco IV orando a um ídolo com chifres no Templo. O Livro de Daniel descreve uma "abominação da desolação" recebendo autoridade sobre o Templo, bem como a cessação da oferta e do sacrifício diários

A partir de 338 a.C., Alexandre, o Grande, iniciou uma invasão do Império Persa. Em 333-332 a.C., as forças macedônicas de Alexandre conquistaram o Levante e a Palestina. Na época, a Judeia era o lar de muitos judeus que haviam retornado do exílio na Babilônia graças aos persas. O império de Alexandre foi dividido em 323 a.C. após a morte de Alexandre e, após as Guerras dos Diádocos, o território foi tomado pelo que se tornaria o Egito ptolomaico em 302-301 a.C.. Outro dos estados sucessores gregos, o Império Selêucida, conquistaria a Judeia do Egito durante uma série de campanhas de 235 a 198 a.C. Durante os governos ptolomaico e selêucida, muitos judeus aprenderam o grego koiné, especialmente os judeus de classe alta e as minorias judaicas em cidades mais distantes de Jerusalém e mais ligadas às redes comerciais gregas. As ideias filosóficas gregas também se espalharam pela região. Uma tradução grega das escrituras, a Septuaginta, também foi criada durante o século III a.C.. Muitos judeus adotavam nomes duplos, com um nome grego e um nome hebraico, como Jason e Joshua. Ainda assim, muitos judeus continuaram a falar a língua aramaica, a língua que descendia do que era falado durante o exílio babilônico.
Em geral, a política grega dominante durante esse período era deixar os judeus administrarem seus próprios assuntos e não interferir abertamente nas questões religiosas. Os autores gregos do século III a.C. que escreveram sobre o judaísmo o fizeram, em sua maioria, de forma positiva. A mudança cultural ocorreu, mas foi em grande parte impulsionada pelos próprios judeus inspirados por ideias vindas do exterior; os governantes gregos não empreenderam programas explícitos de helenização forçada. Antíoco IV Epífanes subiu ao trono dos selêucidas em 175 a.C. e não mudou essa política. No início, ele parece ter feito pouco para antagonizar a região, e os judeus estavam bastante satisfeitos sob seu governo. Um elemento que viria a se destacar mais tarde foi a substituição do sumo sacerdote Onias III por seu irmão Jasão por parte de Antíoco IV, depois que Jasão ofereceu uma grande soma de dinheiro a Antíoco. Jasão também buscou e recebeu permissão para transformar Jerusalém em uma pólis autônoma, embora Jasão pudesse controlar as listas de cidadãos que poderiam votar e ocupar cargos políticos. Essas mudanças não pareceram despertar imediatamente nenhuma reclamação específica da maioria dos cidadãos de Jerusalém e, presumivelmente, ele ainda manteve as leis e os princípios judaicos básicos. Três anos depois, um recém-chegado chamado Menelau ofereceu um suborno ainda maior a Antíoco IV pelo cargo de sumo sacerdote. Jasão, ressentido, voltou-se contra Antíoco IV; além disso, espalhou-se o boato de que Menelau havia vendido artefatos de ouro do templo para ajudar a pagar o suborno, o que causou descontentamento, especialmente entre o conselho da cidade que Jasão havia estabelecido. Esse conflito foi, em grande parte, político e não cultural; todos os lados, a essa altura, eram "helenizados", satisfeitos com o governo selêucida e divididos principalmente pela suposta corrupção e sacrilégio de Menelau.

Em 170-168 a.C., surgiu a Sexta Guerra da Síria entre os selêucidas e os egípcios ptolomaicos. Antíoco IV liderou um exército para atacar o Egito. Em seu caminho de volta a Jerusalém após a campanha bem-sucedida, o sumo sacerdote Menelau supostamente convidou Antíoco para entrar no Segundo Templo (violando a lei judaica), e ele invadiu o tesouro do templo em 1800 talentos.As tensões com a dinastia ptolomaica continuaram, e Antíoco saiu em campanha novamente em 168 a.C.. Jasão ouviu um boato de que Antíoco havia morrido e lançou uma tentativa de golpe contra Menelau em Jerusalém. Ao saber disso, Antíoco, que não estava morto, aparentemente interpretou essa luta interna entre facções como uma revolta contra sua autoridade pessoal e enviou um exército para esmagar os conspiradores de Jasão. De 168 a 167 a.C., o conflito saiu do controle e a política do governo mudou radicalmente. Milhares de pessoas em Jerusalém foram mortas e outras milhares foram escravizadas; a cidade foi atacada duas vezes; novos governadores gregos foram enviados; o governo confiscou terras e propriedades dos partidários de Jasão; e o Templo de Jerusalém foi transformado em local de um grupo religioso greco-judaico sincrético, poluindo-o aos olhos dos judeus devotos. Uma nova cidadela guarnecida por gregos e judeus pró-Seleucida, a Acra, foi construída em Jerusalém. Antíoco IV emitiu decretos suprimindo oficialmente a religião judaica; os súditos eram obrigados a comer carne de porco e violar a lei dietética judaica, trabalhar no sábado judaico, deixar de circuncidar seus filhos e assim por diante. A política de tolerância ao culto judaico estava chegando ao fim.

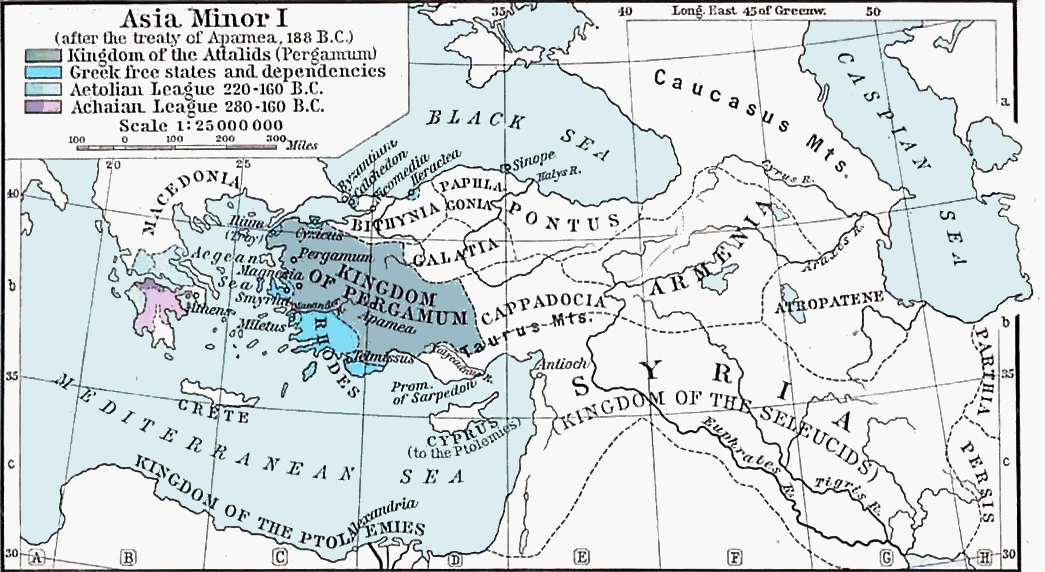
Mapa dos estados sucessores de Diadochi em 188 a.C. Em 167 a.C., o início da revolta, o Reino Antigonídeo da Macedônia Antiga (independente em 188 a.C.) havia sido destruído e, em sua maior parte, conquistado pela República Romana. O Reino de Pérgamo, diretamente na fronteira selêucida, era um aliado romano próximo. Rodes se tornaria "aliada permanente" dos romanos em 164 a.C.
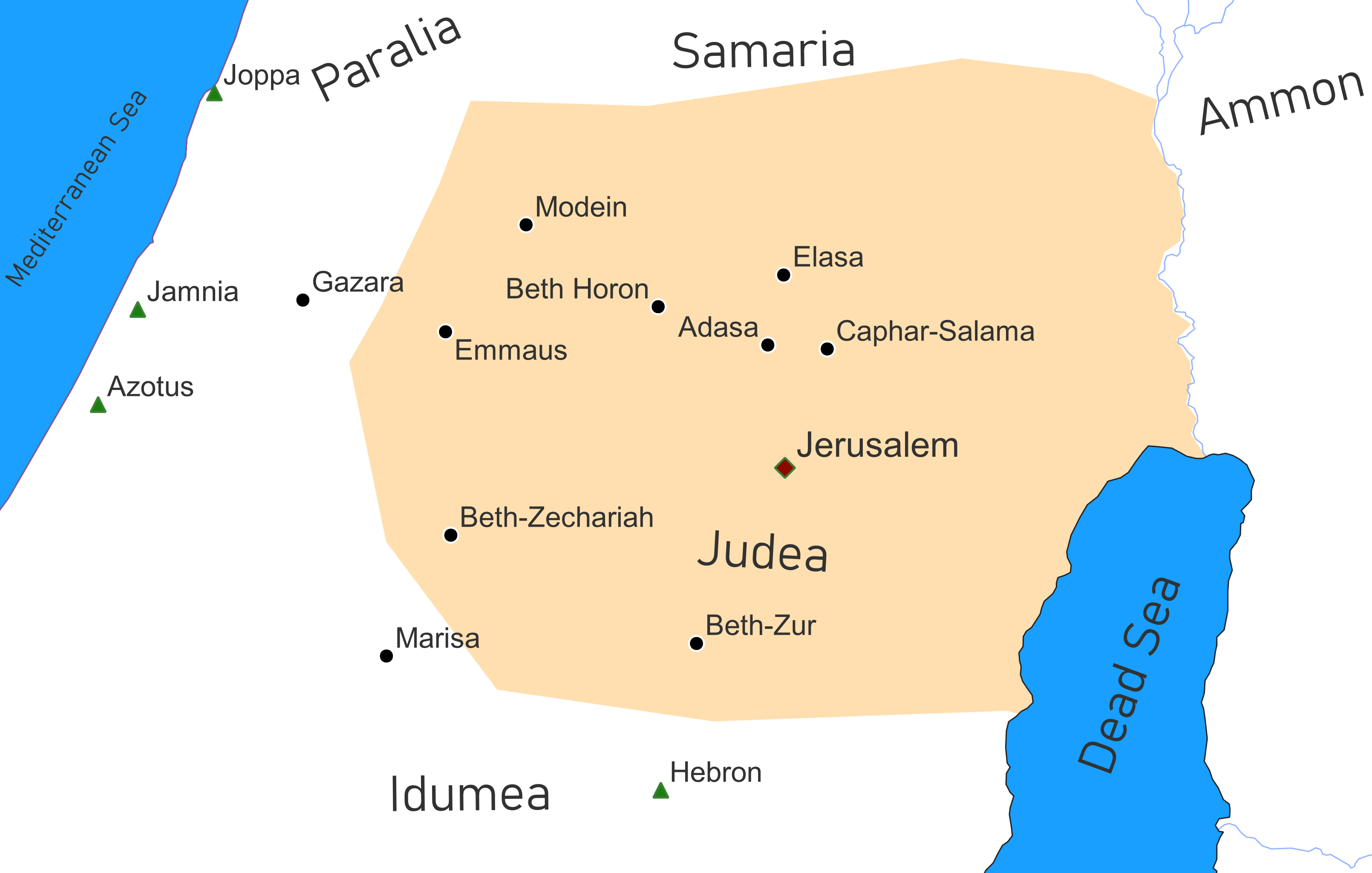
Batalhas durante a Revolta Macabeia. Os círculos marcam as batalhas contra os selêucidas na Judeia e os triângulos marcam as cidades periféricas atacadas pelos macabeus.

## A rebelião

### Matatias desencadeia a revolta (167 a.C.)
Para Antíoco, a conquista inesperada da cidade (Jerusalém), os saques e a matança em massa não foram suficientes. Sua tendência psicopática foi exacerbada pelo ressentimento em relação ao que o cerco lhe custara, e ele tentou forçar os judeus a violar seus códigos tradicionais de prática, deixando seus filhos pequenos incircuncisos e sacrificando porcos no altar. Essas ordens foram universalmente ignoradas, e Antíoco mandou massacrar os recusantes mais proeminentes.— Flavius Josephus
Depois que Antíoco IV emitiu seus decretos proibindo a prática religiosa judaica, uma campanha de confisco de terras, juntamente com a construção de santuários e altares, ocorreu no interior da Judeia. Um sacerdote judeu rural de Modein, Matatias (hebraico: Matityahu), da família Hasmoneana, provocou a revolta contra o Império Selêucida ao se recusar a adorar os deuses gregos no novo altar de Modein. Matatias matou um judeu que havia se apresentado para tomar o lugar de Matatias no sacrifício a um ídolo, bem como o oficial grego que foi enviado para impor o sacrifício. Em seguida, ele destruiu o altar. Depois disso, ele e seus cinco filhos fugiram para as montanhas próximas, que ficavam diretamente ao lado de Modein.

### Campanha de guerrilha (167–164 a.C.)
Após a morte de Matatias, cerca de um ano depois, em 166 a.C., seu filho Judas Macabeu (hebraico: Judah Maccabee) liderou um grupo de dissidentes judeus que acabaria por absorver outros grupos que se opunham ao governo selêucida e se transformaria em um exército. Embora não pudessem atacar diretamente o poder selêucida no início, as forças de Judas podiam saquear o campo e atacar os judeus helenizados, que eram muitos. Os macabeus destruíram altares gregos nas aldeias, circuncidaram meninos à força, queimaram aldeias e expulsaram os judeus helenizados de suas terras. O apelido de Judas "Macabeu", agora usado para descrever os guerrilheiros judeus como um todo, provavelmente foi tirado da palavra "martelo" (aramaico: maqqaba; hebraico: makebet); o termo "Macabeu" ou "Maccabeus" também seria usado mais tarde como um título honorífico para os irmãos de Judas.
A campanha de Judas no campo tornou-se uma revolta em grande escala. As forças macabeus empregavam táticas de guerrilha que enfatizavam a velocidade e a mobilidade. Embora menos treinados e menos equipados para batalhas campais, os macabeus podiam controlar as batalhas que travavam e se retirar para o deserto quando ameaçados. Eles derrotaram duas forças selêucidas menores na Batalha da Subida de Leboná, em 167 a.C., e na Batalha de Beth Horon, em 166 a.C. Perto do fim do verão de 165 a.C., Antíoco IV partiu para a Babilônia, na metade oriental de seu império, e deixou Lysias encarregado da metade ocidental como regente. Pouco tempo depois, os macabeus obtiveram uma vitória mais substancial na Batalha de Emaús. As facções tentaram negociar um acordo, mas não conseguiram; um grande exército selêucida foi enviado para reprimir a revolta. Após a Batalha de Beth Zur, em 164 a.C., e com a notícia da morte de Antíoco IV na Pérsia, as tropas selêucidas retornaram à Síria. Os Macabeus entraram em Jerusalém em triunfo. Eles purificaram ritualmente o Segundo Templo, restabelecendo a adoração judaica tradicional no local; 25 de Kislev, a data da purificação no calendário hebraico, mais tarde se tornaria a data de início do festival de Hanukkah. O regente Lysias, preocupado com assuntos internos selêucidas, concordou com um acordo político que revogou a proibição de Antíoco IV às práticas judaicas. Essa foi uma decisão sábia: muitos judeus helenizados haviam apoiado a revolta com cautela devido à supressão de sua religião. Com a retirada da proibição, seus objetivos religiosos foram alcançados e os judeus helenizados puderam voltar a ser leais aos selêucidas com mais facilidade. No entanto, os macabeus não consideraram seus objetivos completos e continuaram sua campanha para uma ruptura mais acentuada com a influência grega e total independência política. Como resultado, os rebeldes sofreram uma perda de apoio dos moderados.

### Luta contínua (163–160 a.C.)
Com os rebeldes agora no controle da maior parte de Jerusalém e seus arredores, teve início uma segunda fase da revolta. A rebelião tinha mais recursos, mas também mais responsabilidades. Em vez de poderem se retirar para as montanhas, os rebeldes agora tinham um território a defender; o abandono das cidades deixaria seus fiéis expostos a represálias se as forças pró-Seleucidas pudessem assumir o controle novamente. Por isso, eles se concentraram em vencer batalhas abertas, com infantaria pesada treinada adicionalmente. Uma luta civil de violência de baixo nível, represálias e assassinatos surgiu no campo, especialmente em áreas mais distantes, onde os judeus eram minoria. Judas lançou expedições a essas regiões fora da Judeia para combater os idumeus, amonitas e galileus não judeus. Ele recrutou judeus devotos e os enviou para a Judeia para concentrar seus aliados onde pudessem ser protegidos, embora esse fluxo de refugiados logo criasse problemas de escassez de alimentos na terra que os macabeus possuíam.

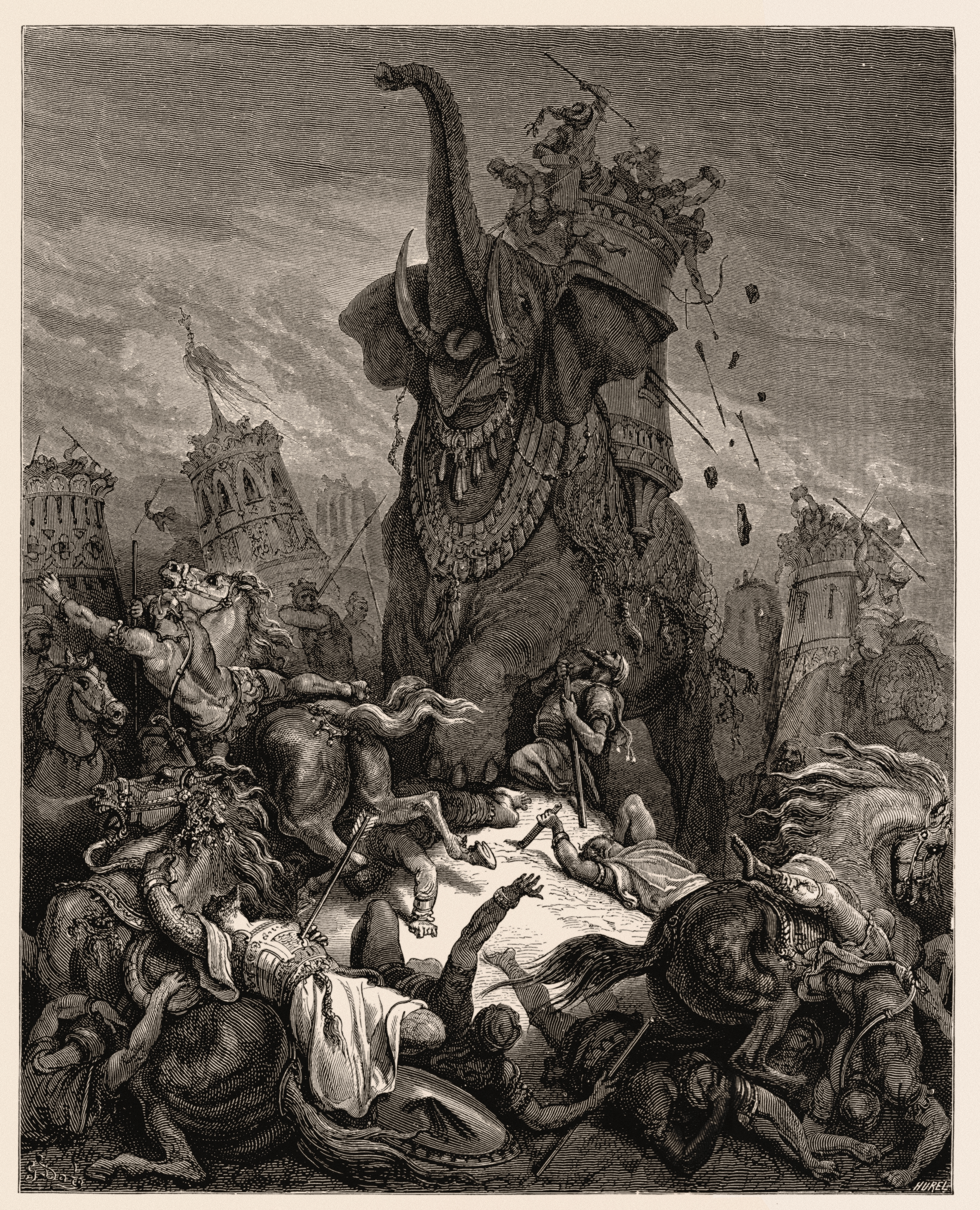
Eleazar Avaran pisoteado por um elefante de guerra (ilustração de Gustave Doré em 1866)

Em 162 a.C., Judas iniciou um longo cerco à cidadela fortificada de Acra, em Jerusalém, ainda controlada por judeus leais aos selêucidas e por uma guarnição grega. O regente Lysias, depois de lidar com rivais em Antioquia, retornou à Judeia com um exército para ajudar as forças selêucidas. Os selêucidas sitiaram Bete-Zur e a tomaram sem lutar, pois era um ano de pousio e os suprimentos de alimentos eram escassos. Em seguida, eles enfrentaram as forças de Judas em uma luta aberta na Batalha de Beth Zechariah, com os selêucidas derrotando os macabeus. O irmão mais novo de Judas, Eleazar Avaran, morreu em batalha depois de atacar corajosamente um elefante de guerra e ser esmagado. Em seguida, o exército de Lysias sitiou Jerusalém. Com a escassez de suprimentos de alimentos em ambos os lados e relatos de um rival político que retornava das províncias orientais para Antioquia, Lysias decidiu assinar um acordo com os rebeldes e confirmar a revogação dos decretos antijudaicos; em troca, os rebeldes abandonaram o cerco à Acra selêucida. Lysias e seu exército retornaram então a Antioquia, com a província oficialmente em paz, mas nem os judeus helenizados nem os macabeus depuseram as armas.
Em algum momento entre 163-162 a.C., Lysias ordenou a execução do desprezado sumo sacerdote Menelau como outro gesto de reconciliação com os judeus. Pouco tempo depois, tanto o regente Lysias quanto o rei Antíoco V, de 11 anos, foram executados após perderem a luta pela sucessão com Demétrio I Sóter, que se tornou o novo rei selêucida. No inverno do final de 162 a.C. até o início de 161 a.C., Demétrio I nomeou um novo sumo sacerdote, Alcimus, para substituir Menelau e enviou um exército liderado pelo general Báquides para impor a posição de Alcimus. Judas não entrou em combate, talvez ainda se reconstruindo após sua derrota em Beth Zechariah. Alcimus foi aceito em Jerusalém e se mostrou mais eficaz do que Menelau em reunir helenistas moderados na facção pró-Seleucida. Ainda assim, as tensões violentas entre os macabeus e os judeus helenizados continuaram. Báquides retornou à Síria, e um novo general, Nicanor, foi nomeado governador militar da Judeia. Uma trégua foi feita brevemente entre Nicanor e os macabeus, mas logo foi rompida. Nicanor ganhou o ódio dos macabeus depois que surgiram relatos de que ele havia blasfemado no Templo e ameaçado queimá-lo. Nicanor levou suas forças para o campo de batalha e lutou contra os macabeus primeiro em Caphar-salama e depois na Batalha de Adasa, no final do inverno de 161 a.C. Nicanor foi morto no início da luta, e o restante de seu exército fugiu em seguida.
Judas estava negociando com a República Romana e conseguiu um acordo vago de possível apoio. Embora isso fosse motivo de cautela para o Império Selêucida a longo prazo, não era uma preocupação especial a curto prazo, já que seria improvável que os romanos interviessem se a agitação da Judeia pudesse ser esmagada de forma decisiva.

### Batalha de Elasa (160 a.C)
Em 160 a.C., o rei selêucida Demétrio I saiu em campanha no leste para combater o rebelde Timarco. Ele deixou seu general Báquides para governar a parte ocidental do império. Báquides liderou um exército de 20.000 soldados de infantaria e 2.000 soldados de cavalaria na Judeia em uma segunda expedição com a intenção de reconquistar a província inquieta antes que ela se acostumasse demais com a autonomia. O tamanho do exército rebelde que os enfrentava é controverso; 1 Macabeus afirma, de forma implausível, que o exército de Judas em Elasa era pequeno, com 3.000 homens, dos quais apenas 800 a 1.000 lutariam. Os historiadores suspeitam que os números reais eram maiores e possivelmente chegavam a 22.000 soldados, e o autor minimizou sua força em uma tentativa de explicar a derrota.
O exército selêucida marchou pela Judeia depois de realizar um massacre na Galileia. Essa tática forçaria Judas a responder em uma batalha aberta, para que sua reputação não fosse prejudicada pela inação e a facção de Alcimo ganhasse força, alegando que ele estava mais bem posicionado para proteger o povo de futuros assassinatos. Báquides avançou em direção a Jerusalém, enquanto Judas acampou no terreno acidentado de Elasa para interceptar o exército selêucida. Judas optou por atacar o flanco direito do exército selêucida na esperança de matar o comandante, semelhante à vitória sobre Nicanor em Adasa. Os cavaleiros de elite à direita recuaram, e os rebeldes os perseguiram. No entanto, essa pode ter sido uma tática de Báquides para fingir fraqueza e atrair os Macabeus para um local onde eles pudessem ser cercados e derrotados, tendo sua própria retirada interrompida. Independentemente de ter sido intencional ou não, os selêucidas recuperaram sua formação e encurralaram o exército rebelde com seu próprio flanco esquerdo. Judas acabou sendo morto e os judeus restantes fugiram.
Os selêucidas haviam reafirmado sua autoridade em Jerusalém. Báquides fortificou cidades em todo o país, colocou judeus aliados amigos dos gregos no comando de Jerusalém e garantiu que os filhos das famílias líderes fossem mantidos como reféns como garantia de bom comportamento. O irmão mais novo de Judas, Jônatas Áfus (hebraico: Yonatan), tornou-se o novo líder dos Macabeus. Uma nova tragédia atingiu a família hasmoneana quando o irmão de Jônatas, João Gaddi (Hebrew: Johanan), foi preso e morto em uma missão em Nabateia. Jônatas lutou contra Báquides e suas tropas por um tempo, mas os dois acabaram fazendo um pacto de cessar-fogo. Báquides então retornou à Síria em 160 a.C..

### Autonomia (160–138 a.C.)

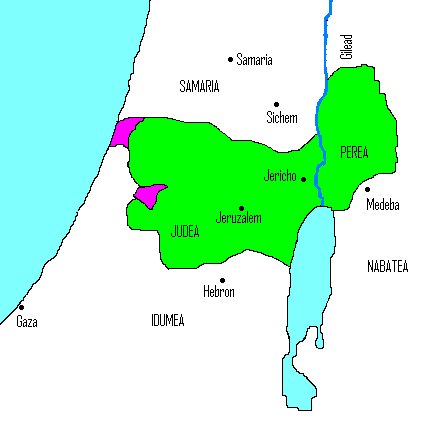
Território sob o controle de Simão Thassi

Embora os macabeus tenham perdido o controle das cidades, eles parecem ter construído um governo rival no campo entre 160 e 153 a.C. Os macabeus evitaram o conflito direto com os selêucidas, mas a luta civil interna dos judeus continuou: os rebeldes perseguiram, exilaram e mataram judeus considerados insuficientemente antigregos. De acordo com 1 Macabeus, "Assim a espada cessou de Israel. Jônatas estabeleceu-se em Michmash e começou a julgar o povo; e destruiu os ímpios de Israel." Os macabeus tiveram uma oportunidade quando os selêucidas entraram em conflito em uma série de guerras civis, as Guerras Dinásticas Selêucidas. Os rivais selêucidas que reivindicavam o trono precisavam de todas as suas tropas em outro lugar e também desejavam negar possíveis aliados a outros pretendentes, o que deu aos macabeus uma vantagem. Em 153-152 a.C., foi fechado um acordo entre Jônatas e Demétrio I. O rei Demétrio estava se defendendo de um desafio de Alexandre Balas e concordou em retirar as forças selêucidas das cidades fortificadas e guarnições da Judeia, exceto Bete-Zur e Jerusalém. Os reféns também foram libertados. O controle selêucida sobre a Judeia foi enfraquecido, e depois enfraquecido ainda mais; Jônatas prontamente traiu Demétrio I depois que Alexandre ofereceu um acordo ainda melhor. Alexandre concedeu a Jônatas o título de sumo sacerdote e estrategos, reconhecendo essencialmente que a facção macabeu era um aliado mais relevante para os possíveis líderes selêucidas do que a facção helenista. As forças de Jônatas lutaram contra Demétrio I, que morreria em batalha em 150 a.C..
De 152 a 141 a.C., os rebeldes alcançaram um estado de autonomia informal semelhante a um suserano. A terra era de jure parte do Império Selêucida, mas as contínuas guerras civis deram aos Macabeus uma autonomia considerável. Jônatas recebeu autoridade oficial para construir e manter um exército em troca de sua ajuda. Durante esse período, os exércitos legitimados de Jônatas lutaram nessas guerras civis e nas lutas de fronteira para manter o favor dos líderes selêucidas aliados. Os selêucidas enviaram um exército de volta à Judeia durante esse período, mas Jônatas se esquivou dele e recusou a batalha até que ele finalmente retornou ao coração selêucida. Em 143 a.C., o regente Diodoto Trifão, talvez ansioso para reafirmar o controle sobre a província rebelde, convidou Jônatas para uma conferência. A conferência foi uma armadilha; Jônatas foi capturado e executado, apesar de o irmão de Jônatas, Simon, ter levantado o resgate solicitado e enviado reféns. Essa traição levou a uma aliança entre o novo líder dos macabeus, Simão Thassi (hebraico: Simeão), e Demétrio II Nicator, um rival de Diódoto Trifão e pretendente ao trono selêucida. Demétrio II isentou a Judeia do pagamento de impostos em 142 a.C., essencialmente reconhecendo sua independência. O assentamento e a guarnição selêucida em Jerusalém, Acra, finalmente ficaram sob o controle de Simão, pacificamente, assim como a guarnição selêucida restante em Beth-Zur. Simão foi nomeado sumo sacerdote por volta de 141 a.C., mas o fez por aclamação do povo judeu e não por nomeação do rei selêucida. Tanto Jônatas quanto Simão mantiveram contato diplomático com a República Romana; o reconhecimento oficial de Roma veio em 139 a.C., pois os romanos estavam ansiosos para enfraquecer e dividir os estados gregos. Essa nova aliança hasmoneana-romana também foi redigida com mais firmeza do que o acordo nebuloso de Judas Macabeu 22-23 anos antes. Os contínuos conflitos entre os governantes selêucidas rivais dificultaram a resposta do governo à independência formal do novo estado. O novo rei selêucida Antíoco VII Sidetes recusou uma oferta de ajuda das tropas de Simão enquanto perseguia seu inimigo mútuo, Diodoto Trifão, e exigiu tributos e que Simão cedesse o controle das cidades fronteiriças de Jope e Gazara. Antíoco VII enviou um exército à Judeia em algum momento entre 139 e 138 a.C. sob o comando do general Cendebeus, mas foi repelido.
Os líderes hasmoneus não se autodenominaram imediatamente "rei" ou estabeleceram uma monarquia; Simão se autodenominou apenas "nasi" (em hebraico, "príncipe" ou "presidente") e "etnarca" (em grego koiné, "governador").

## Consequências

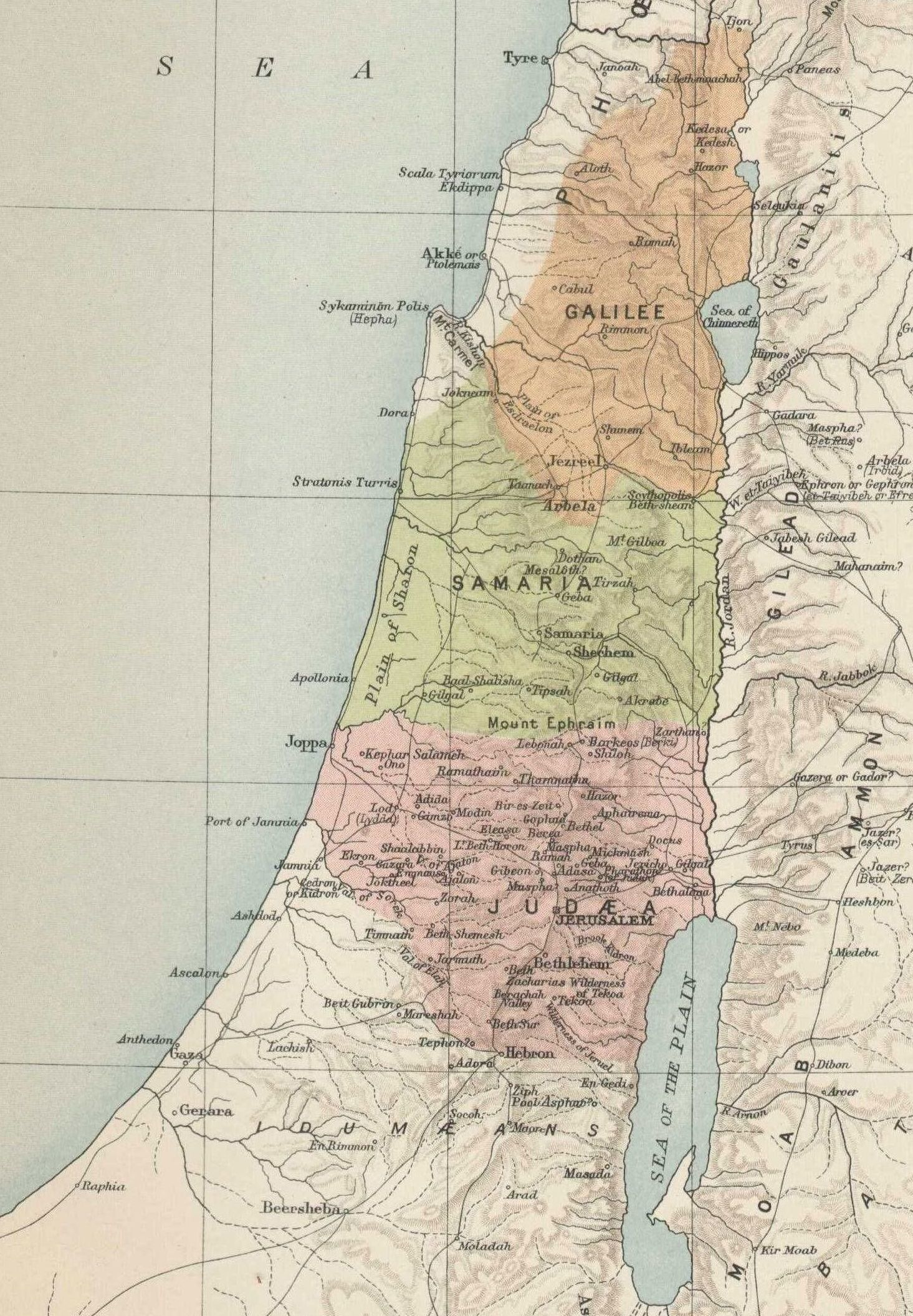
Mapa topográfico da Palestina no início da dinastia Hasmoneana

Em 135 a.C., Simão e dois de seus filhos (Matatias e Judas) foram assassinados por seu genro, Ptolomeu, filho de Abubus, em um banquete em Jericó. Todos os cinco filhos de Matatias estavam mortos, e Simão se juntou a seus irmãos na morte, deixando a liderança para a próxima geração. O terceiro filho de Simão, João Hircano, tornou-se sumo sacerdote de Israel. O rei Antíoco VII invadiu e sitiou Jerusalém pessoalmente em 134 a.C., mas depois que Hircano pagou um resgate e cedeu as cidades de Jope e Gazara, os selêucidas saíram pacificamente. O conflito cessou, e Hircano e Antíoco VII se uniram em uma aliança, com Antíoco fazendo uma doação respeitosa de um sacrifício no Templo. Por causa do alívio e da doação, Antíoco VII foi chamado de "Eusebes" ("Piedoso") pela população agradecida. Com a suserania brevemente restabelecida, a Judeia enviou tropas para ajudar Antíoco VII em suas campanhas na Pérsia. Após a morte de Antíoco VII em 129 a.C., os hasmoneus deixaram de oferecer ajuda ou tributo aos remanescentes do Império Selêucida em declínio. João Hircano e seus filhos continuariam a centralizar o poder mais do que Simão havia feito. O filho de Hircano, Aristóbulo I, se autodenominou "basileus" (rei), abandonando as pretensões de que o sumo sacerdote que administrava as questões políticas era um arranjo temporário. Os hasmoneus exilaram os líderes do conselho ou gerúsia que consideravam que poderiam ameaçar seu poder. O conselho de anciãos - que alguns consideram um precursor do Sinédrio - deixou de ser um controle independente da monarquia. Após o sucesso da Revolta dos Macabeus, os líderes da dinastia Hasmoneana continuaram a conquista das áreas vizinhas da Judeia, especialmente sob o comando de Alexandre Janeu. O Império Selêucida estava muito agitado internamente para impedir isso, e o Egito ptolomaico mantinha relações bastante amigáveis. A corte hasmoneana em Jerusalém não rompeu bruscamente com a cultura e o idioma helênicos e continuou com uma mistura de tradições judaicas e gregas. Eles continuaram a ser conhecidos por nomes gregos, usavam hebraico e grego em suas moedas e contratavam mercenários gregos, mas também restauraram o judaísmo a um lugar de primazia na Judeia e promoveram o novo senso de nacionalismo judaico que havia surgido durante a revolta.
A dinastia duraria até 37 a.C., quando Herodes, o Grande, fazendo uso do forte apoio romano, derrotou o último governante hasmoneu para se tornar um rei cliente romano.

## Obras

### Histórias originais
Os escritos contemporâneos mais detalhados que sobreviveram foram os livros deuterocanônicos de Primeiro Macabeus e Segundo Macabeus, bem como A Guerra Judaica, de Josefo, e os livros XII e XIII de Antiguidades Judaicas. Os autores não eram partes desinteressadas; os autores dos livros de Macabeus eram favoráveis aos Macabeus, retratando o conflito como uma guerra santa sancionada por Deus e elevando a estatura de Judas e seus irmãos a níveis heroicos. Em comparação, Josefo não queria ofender os leitores pagãos gregos de sua obra e é ambivalente em relação aos Macabeus.
O livro de 1 Macabeus é considerado mais confiável, pois parece ter sido escrito por uma testemunha ocular no início do reinado dos hasmoneus, provavelmente durante o reinado de João Hircano. Suas representações de batalhas são detalhadas e aparentemente precisas, embora retrate um número implausivelmente grande de soldados selêucidas, para enfatizar melhor a ajuda de Deus e os talentos de Judas. O livro também funciona como propaganda da dinastia hasmoneana em sua inclinação editorial sobre os eventos. O novo governo dos hasmoneus tinha seus próprios inimigos internos; o cargo de sumo sacerdote havia sido ocupado por gerações por um descendente do sumo sacerdote Zadoque. Os hasmoneus, embora fossem da linhagem sacerdotal (kohens), eram vistos por alguns como usurpadores, não descendiam de Zadoque e haviam assumido o cargo originalmente apenas por meio de um acordo com um rei selêucida. Dessa forma, o livro enfatiza que as ações dos hasmoneus estavam de acordo com os heróis das escrituras mais antigas; eles eram os novos governantes escolhidos e justos de Deus. Por exemplo, ele descarta uma derrota sofrida por outros comandantes chamados José e Azarias porque "eles não deram ouvidos a Judas e seus irmãos". Mas eles não pertenciam à família daqueles homens por meio dos quais a libertação foi dada a Israel."
2 Macabeus é um resumo feito por um judeu egípcio desconhecido de uma obra perdida de cinco volumes de um autor chamado Jasão de Cirene. É uma obra separada de 1 Macabeus e não uma continuação dela. 2 Macabeus tem um enfoque mais diretamente religioso do que 1 Macabeus, creditando a Deus e à intervenção divina os eventos de forma mais proeminente do que em 1 Macabeus; também se concentra pessoalmente em Judas em vez de outros hasmoneus. Tem um foco especial no Segundo Templo: as controvérsias sobre a posição de Sumo Sacerdote, sua poluição por Menelau em uma mistura greco-judaica, sua eventual limpeza e as ameaças de Nicanor no Templo. 2 Macabeus também representa uma tentativa de levar a causa dos Macabeus para fora da Judéia, pois incentiva os judeus egípcios e outros judeus da diáspora a celebrar a purificação do templo (Hanukkah) e a reverenciar Judas Macabeu. Em geral, 2 Macabeus retrata as perspectivas de paz e cooperação de forma mais positiva do que 1 Macabeus. Em 1 Macabeus, a única maneira de os judeus fazerem um acordo honroso com os selêucidas envolvia primeiro derrotá-los militarmente e obter independência funcional. Em 2 Macabeus, destinado a um público de judeus egípcios que ainda viviam sob o domínio grego, a coexistência pacífica era possível, mas mal-entendidos ou criadores de problemas forçavam os judeus a agir na defensiva.
Josefo escreveu mais de dois séculos após a revolta, mas sua amizade com os imperadores romanos da dinastia Flaviana significava que ele tinha acesso a recursos jamais imaginados por outros estudiosos. Josefo parece ter usado 1 Macabeus como uma das principais fontes para suas histórias, mas a complementa com o conhecimento dos eventos do Império Selêucida a partir de histórias gregas, bem como de outras fontes desconhecidas. Josefo parece estar familiarizado com o trabalho dos historiadores Políbio e Estrabão, bem como com as obras, em sua maioria perdidas, de Nicolau de Damasco.

### Daniel
O Livro de Daniel parece ter sido escrito durante os estágios iniciais da revolta, por volta de 165 a.C., e acabaria sendo incluído na Bíblia hebraica e no Antigo Testamento cristão. Embora o cenário do livro seja 400 anos antes, na Babilônia, o livro é uma resposta literária à situação na Judeia durante a revolta (Sitz im Leben); o escritor optou por mudar o cenário por motivos esotéricos ou para evitar o escrutínio de possíveis censores. Ele exorta seus leitores a permanecerem firmes diante da perseguição. Por exemplo, o rei babilônico Nabucodonosor ordena que sua corte coma a comida rica do rei; o profeta Daniel e seus companheiros mantêm o kosher e fazem uma dieta de vegetais e água, mas saem mais saudáveis do que todos os cortesãos do rei. A mensagem é clara: desafiar o decreto de Antíoco e manter a lei dietética judaica. Daniel prevê que o rei ficará louco; o título de Antíoco, "Epifanes" ("Escolhido de Deus"), foi ridicularizado por seus inimigos como "Epimanes" ("Louco"), e ele era conhecido por manter hábitos estranhos. Quando Daniel e os judeus são ameaçados de morte, eles a enfrentam com calma e são salvos no final, uma mensagem relevante para a oposição judaica a Antíoco IV.
Os capítulos finais do livro de Daniel incluem visões apocalípticas do futuro. Um dos motivos do autor foi dar ânimo aos judeus devotos de que sua vitória havia sido prevista por profecia 400 anos antes. A visão final de Daniel se refere a Antíoco Epífanes como o "rei do norte" e descreve suas ações anteriores, como ser repelido e humilhado pelos romanos em sua segunda campanha no Egito, mas também que o rei do norte "encontraria seu fim". Além disso, todos os que haviam morrido sob o comando do rei do norte seriam revividos, e os que sofreram seriam recompensados, enquanto os que prosperaram seriam submetidos à vergonha e ao desprezo. Os principais itens históricos retirados de Daniel estão em sua descrição do rei do norte profanando o templo com uma abominação da desolação e interrompendo o tamid, o sacrifício diário no Templo; isso está de acordo com as representações em 1 e 2 Macabeus das mudanças no Segundo Templo.

### Trabalhos relacionados
Outras obras que parecem ter sido pelo menos influenciadas pela Revolta Macabeia incluem o Livro de Judite, o Testamento de Moisés e partes do Livro de Enoque. O Livro de Judite é um romance histórico que descreve a resistência judaica contra uma ameaça militar avassaladora. Embora os paralelos não sejam tão nítidos quanto os de Daniel, algumas de suas representações de opressão parecem influenciadas pela perseguição de Antíoco, como a demolição de santuários pelo general Holofernes, o corte de bosques sagrados e a tentativa de destruir toda adoração que não fosse ao rei. Judite, a heroína da história, também tem a forma feminina do nome "Judas". O Testamento de Moisés, semelhante ao Livro de Daniel, fornece um testemunho das atitudes judaicas que levaram à revolta: descreve a perseguição, denuncia líderes ímpios e sacerdotes como colaboradores, elogia as virtudes do martírio e prevê a retribuição de Deus sobre os opressores. Geralmente, considera-se que o Testamento foi escrito no século I d.C., mas é possível que tenha sido escrito muito antes, na era macabeia ou hasmoneana, e depois anexado com atualizações do século I d.C. Mesmo que tenha sido inteiramente escrito no século I d.C., é provável que tenha sido influenciado pela experiência do reinado de Antíoco IV. Os primeiros capítulos do Livro de Enoque foram escritos por volta de 300-200 a.C., mas novas seções foram anexadas ao longo do tempo invocando a autoridade de Enoque, o bisavô de Noé. Supõe-se que uma seção, o "Apocalipse das Semanas", tenha sido escrita por volta de 167 a.C., logo após o início da perseguição de Antíoco. Semelhante a Daniel, depois que o Apocalipse das Semanas relata a história mundial até o momento da perseguição, ele prevê que os justos acabarão triunfando e incentiva a resistência. Outra seção de Enoque, o "Livro dos Sonhos", foi provavelmente escrita após a Revolta ter sido pelo menos parcialmente bem-sucedida; ela retrata os eventos da revolta na forma de visões proféticas de sonhos.
Uma obra mais incerta que, no entanto, atraiu muito interesse é o Comentário de Habacuque de Qumran, parte dos Manuscritos do Mar Morto. A comunidade religiosa de Qumran não tinha boas relações com o estabelecimento religioso hasmoneano em Jerusalém e acredita-se que tenha favorecido a linha de sucessão zadokita ao sumo sacerdócio. O comentário (pesher) descreve uma situação em que um "Professor Justo" é injustamente expulso de seu posto e levado ao exílio por um "Sacerdote Iníquo" e um "Homem da Mentira" (possivelmente a mesma pessoa). Muitas figuras foram propostas como a identidade das pessoas por trás desses títulos; uma teoria diz que o Professor Justo era quem ocupava o cargo de Sumo Sacerdote após a morte de Alcimo em 159 a.C., talvez um zadoquita. Se é que essa pessoa existiu, ela perdeu o cargo depois que Jônatas Áfus, apoiado por seu exército macabeu e sua nova aliança com o pretendente real selêucida Alexandre Balas, assumiu o cargo de sumo sacerdote em 152 a.C. Assim, o Sacerdote Iníquo seria Jônatas, e a comunidade de Qumran da época teria consistido na oposição religiosa à tomada do poder pelos Hasmoneus: os primeiros essênios. A data da obra é desconhecida, e outros estudiosos propuseram diferentes candidatos como possíveis identidades do Sacerdote Iníquo, de modo que a identificação com Jônatas é apenas uma possibilidade, mas intrigante e plausível.

### Análise e historiografia posteriores
No Primeiro e no Segundo Livros dos Macabeus, a Revolta dos Macabeus é descrita como uma resposta coletiva à opressão cultural e à resistência nacional a uma potência estrangeira. Escritos após a conclusão da revolta, os livros incentivam a união entre os judeus; eles descrevem pouco da facção helenizante além de chamá-la de sem lei e corrupta, e minimizam sua relevância e poder no conflito. Embora muitos estudiosos ainda aceitem essa estrutura básica, de que os helenistas eram fracos e dependentes da ajuda selêucida para manter a influência, essa visão foi contestada desde então. Na visão revisionista, os heróis e os vilões eram ambos judeus: a maioria dos judeus apoiou cautelosamente o sumo sacerdote helenizante Menelau; os éditos de Antíoco IV só foram cumpridos devido à pressão dos judeus helenistas; e a revolta foi melhor compreendida como uma guerra civil entre os judeus tradicionalistas no campo e os judeus helenizados nas cidades, com apenas uma intervenção selêucida ocasional.. Geralmente, atribui-se a Elias Bickerman a popularização desse ponto de vista alternativo em 1937, e outros historiadores, como Martin Hengel, deram continuidade ao argumento. Por exemplo, o relato de Josefo culpa diretamente Menelau por convencer Antíoco IV a emitir seus decretos antijudaicos. Alcimo, substituto de Menelau como sumo sacerdote, é responsabilizado por instigar um massacre de judeus devotos em 1 Macabeus, e não diretamente pelos selêucidas. Os próprios Macabeus também lutam e exilam helenistas, mais claramente na expulsão final de Acra, mas também nas lutas anteriores no campo contra o clã Tobiad de judeus favoráveis aos helenistas.
Em geral, a opinião acadêmica é de que os historiadores helenísticos eram tendenciosos, mas também que essa tendência não resultou em distorção excessiva ou fabricação de fatos, e que eles são, em sua maioria, fontes confiáveis depois que a tendência é removida. No entanto, existem estudiosos revisionistas que estão inclinados a descartar a confiabilidade das histórias primárias de forma mais agressiva. Daniel R. Schwartz argumenta que os ataques iniciais de Antíoco IV a Jerusalém, de 168 a 167 a.C., não foram por pura maldade, como descreve 1 Macabeus, ou por um mal-entendido, como descreve 2 Macabeus (e a maioria dos estudiosos aceita), mas sim para suprimir uma rebelião autêntica cujos membros se perderam na história, já que os hasmoneus desejavam mostrar apenas a si mesmos como capazes de trazer a vitória. Sylvie Honigman argumenta que as representações da opressão religiosa selêucida são enganosas e provavelmente falsas. Ela defende a ideia de que a perda dos direitos civis dos judeus em 168 a.C. foi uma punição administrativa após a agitação local por causa do aumento de impostos; que a luta foi fundamentalmente econômica e, em retrospecto, meramente interpretada como de cunho religioso. Ela também argumenta que a inclinação moralista das fontes significa que suas representações de atos ímpios por parte dos helenistas não podem ser consideradas históricas. Por exemplo, a alegação de que Menelau roubou vasos do templo para pagar um suborno a Antíoco tem apenas o objetivo de deslegitimar ambos. John Ma argumenta que o Templo foi restaurado em 164 a.C. por petição de Menelau a Antíoco, e não liberado e rededicado pelos Macabeus. Esses pontos de vista atraíram apoio parcial, mas não se tornaram um novo consenso. Os defensores modernos de leituras mais diretas das fontes afirmam que as evidências de uma rebelião popular não registrada são escassas ou inexistentes. Supor que Antíoco IV não teria iniciado uma perseguição étnico-religiosa por motivos irracionais é uma posição a-histórica nessa crítica, já que muitos líderes antigos e modernos foram claramente motivados por preocupações religiosas.
Mais tarde, estudiosos e arqueólogos encontraram e preservaram vários artefatos da época e os analisaram, o que informou os historiadores sobre a plausibilidade de vários elementos dos livros. Como exemplos recentes, uma estela (a "estela de Helidoro") foi descoberta e decifrada em 2007, datada de cerca de 178 a.C., e fornece informações sobre as nomeações e políticas do governo selêucida na época imediatamente anterior à revolta. A escavação do estacionamento de Givati, em Jerusalém, de 2007 a 2015, encontrou possíveis evidências do Acra; isso pode resolver uma aparente contradição entre o relato de Josefo sobre o destino do Acra (ele afirmou que foi demolido) e o relato de 1 Macabeus (foi meramente ocupado) em favor da versão de 1 Macabeus.

## Links externos
- Textos no Wikisource:
  - Livro XII das Antiguidades Judaicas
  - Livro XIII das Antiguidades Judaicas
  - Livro I das Antiguidades Judaicas
  - I Maccabees
  - II Maccabees